# Jack Williamson
Jack Williamson, właśc. John Stewart Williamson (ur. 29 kwietnia 1908 w Bisbee, zm. 10 listopada 2006 w Portales) – amerykański pisarz science fiction.
Spędził dzieciństwo w zachodnim Teksasie w ubogiej rodzinie rolniczej. Później jego rodzina przeprowadziła się do Nowego Meksyku. Jack był samoukiem, spędzającym dużo czasu w bibliotece. Jako młodzieniec odkrył czasopismo „Amazing Stories” i w wieku 20 lat opublikował swoje pierwsze opowiadanie science fiction. W latach 30. był już znanym wśród fanów fantastyki pisarzem – jego fanem był m.in. nastoletni Isaac Asimov. Sukces finansowy osiągnął jednak dopiero wiele lat później. W czasie II wojny światowej służył w USAAF jako meteorolog.
Kilka jego utworów powstało we współpracy z Frederikiem Pohlem. Williamson w wieku 56 lat obronił pracę doktorską, a następnie wykładał na uniwersytecie w Nowym Meksyku, nie zaprzestając pracy pisarskiej. Na emeryturze pełnił funkcję prezesa Amerykańskiego Stowarzyszenia Autorów Science Fiction.
Najbardziej znanym opowiadaniem Williamsona jest Z założonymi rękami, ostrzegające przed światem, gdzie życie stało się zbyt łatwe. W opowiadaniu tym po raz pierwszy pojawiły się humanoidalne roboty zwane po prostu humanoidami, pojawiające się później w wielu innych utworach Williamsona.

## Publikacje

### Powieści
- The Legion of Space, 1934
- Darker Than You Think, 1948
- Humanoidy (The Humanoids, 1949; wyd. polskie: Beta Books 1991)
- Undersea Quest, 1954 (z Fredem Pohlem)
- Undersea Fleet, 1955 (z Fredem Pohlem)
- Undersea City, 1958 (z Fredem Pohlem)
- The Humanoid Touch, 1980
- Terraforming Earth, 2001
- The Stonehenge Gate, 2005

### Opowiadania
- Z założonymi rękami (With Folded Hands; wyd. polskie: Droga do science fiction. Od Wellsa do Heinleina, Alfa 1986)
- Świetlikowe drzewo (The Firefly Tree; wyd. polskie: To, co najlepsze w SF, tom 3., Zysk i S-ka 2001)
- Legion umarłych (The Legion of Time; wyd. polskie: Legion umarłych, Alfa 1993)
- Ostatni Ziemianin (After World’s End; wyd. polskie: Legion umarłych, Alfa 1993)
- Szansa dla dinozaurów (A Break for the Dinosaurs; wyd. polskie: Spekulacje, wyd. polskie Wydawnictwo Literackie 1985)
- Jezioro Światła (The Lake of Light; wyd. polskie Złoty Wiek SF. t. 3 Wydawnictwo Solaris, 2013)
- Ratunek w kosmosie (Salvage in Space; wyd. polskie W pałacu władców Marsa Wydawnictwo Solaris, 2014)